# トム・ウェリング
トム・ウェリング（英語: Tom Welling、1977年4月26日-）は、アメリカ合衆国の俳優。

## 来歴

### 生い立ち
ニューヨーク州パットナム郡、パットナム・バレー市に生まれる。二人の姉と、一人の弟が居る。父親はゼネラルモーターズで働いていた。父親の退職後、一家はジェーンズビルに、そしてミシガン州に移住し、そこで彼は高校に通った。高校では野球とバスケットボールに熱中し、卒業後は建設現場で働いた。

### 経歴
1998年に、ウェリングが出席していたナンタケットでのパーティーで、カタログカメラスカウトによって見出され、モデルをしてみるように提案された。2000年にはロサンゼルスに移り、そこでトミーヒルフィガー、アバクロンビー&フィッチ、カルバン・クラインなどの印刷広告キャンペーンのモデルになった。その一方で、役者としてのキャリアを積み重ねた。ウェリングの最初の主な役はテレビシリーズ『Judging Amy』の空手教師ロブメルツァー（エイミー・ブレネマンが関心を抱く若い男）で、2001年に放送された。ウェリングはUnited Paramount Networkの『スペシャル・ユニット 2』での小さな役も与えられた。そして、彼はフォックス放送の『Undeclared』のデビューエピソードにも出演した。
クラーク・ケントを演ずる俳優の全国的なオーディションの後、彼はテレビシリーズ『ヤング・スーパーマン』でこの役に選ばれた。『ヤング・スーパーマン』はクラークの、スーパーマンになる前の幼少時代を描く。第一回は2001年10月に放送されて、840万人の視聴者を獲得し、The WBで最も高く評価されるデビューになった。
彼は、当初は2回主演を断ろうと考えていたが、脚本を読んだ後に、仕事を引き受ける事に決めたとTVガイドに話した。クリストファー・リーヴの様に、彼はスーパーマンのファンではなかった。そして実際に今でもスーパーマンのコミック本を読まない様にしているという。また、ピープル誌の「2001年の飛躍的なスター」の内の一人と名付けられて、その上2002年、クラーク・ケント役でティーン・チョイス・アワードのChoice Breakout Star (Male)を受賞した。
2003年12月に、1950年の同名映画のリメイク『12人のパパ』で十二人兄弟の長男チャーリー・ベーカーを演じた。この映画ではスティーブ・マーティン、ボニー・ハントとヒラリー・ダフと共演した。2005年には『ザ・フォッグ』（ジョンカーペンターの1980年の同名映画のリメイク版）と『12人のパパ2』の2本の映画に出演した。
そして『ヤング・スーパーマン』のシーズン5のエピソードで監督のデビューした。彼は、シーズン6とシーズン8の各1話ずつ、又ドラマの150回目のエピソード『黙示録』などを監督した。彼自身も『ヤング・スーパーマン』の中でクラーク・ケントの時と同様に、ビザロ、ライオネル・ルーサーと若いジョー・エルという多様な役を演じた。シーズン9からは、彼は共同エグゼクティブ・プロデューサーになる予定だという。
2009年7月に、ウェリングはサンディエゴで年に一度行われているコミコン・インターナショナル大会に初めて出席した。8月には、ウェリングは『ヤング・スーパーマン』に対して「優れたテレビ俳優（アクション・アドベンチャー）」として、二度目のティーン・チョイス・アワードを受賞した。

## 主な出演作品
| 公開年    | 邦題 原題                                        | 役名                       | 備考                          |
| --------- | ------------------------------------------------ | -------------------------- | ----------------------------- |
| 2001-2011 | ヤング・スーパーマン Smallville                  | クラーク・ケント           | テレビシリーズ、217エピソード |
| 2003      | 12人のパパ Cheaper by the Dozen                  | チャーリー・ベーカー       |                               |
| 2005      | ザ・フォッグ The Fog                             | ニック・キャッスル         |                               |
| 2005      | 12人のパパ2 Cheaper by the Dozen 2               | チャーリー・ベーカー       |                               |
| 2013      | パークランド ケネディ暗殺、真実の４日間 Parkland | ロイ・ケラーマン           |                               |
| 2014      | ドラフト・デイ Draft Day                         | ブライアン・ドリュー       |                               |
| 2016      | きみがくれた物語 The Choice                      | ライアン・マッカーシー医師 |                               |
| 2017-2018 | LUCIFER/ルシファー Lucifer                       | マーカス・ピアース警部補   |                               |

## 参照
1. ↑  “Paul Fischer Interviews Tom Welling”.   Filmmonthly.com. 2010年3月4日閲覧。
2. ↑  “Interview with Smallville's Tom Welling”.   Teen Magazine. 2010年1月11日時点のオリジナルよりアーカイブ。2010年3月4日閲覧。
3. ↑  “The WB Orders More 'Smallville'”.   tv.zap2it.com (2001年10月24日). 2006年10月19日閲覧。
4. ↑  “Tom Welling Interview – Cheaper by the Dozen Movie and Smallville”.   Movies.about.com (2009年10月30日). 2010年3月4日閲覧。